# 34342 Asmikumar
34342 Asmikumar este o planetă minoră (asteroid) din centura de asteroizi. A fost descoperită pe 31 august 2000 la Experimental Test Site⁠(d) de Lincoln Near-Earth Asteroid Research. 
Obiectul prezintă o orbită caracterizată de o semiaxă mare de 2,7803131 UAi, o excentricitate de 0,12, o înclinație de 8,0919 ° în raport cu ecliptica.